# Lijst van rijksmonumenten in Bakel
De plaats Bakel telt 8 inschrijvingen in het rijksmonumentenregister. Hieronder een overzicht.
| Object | Oorspronkelijke functie?  | Bouwjaar | Architect        | Locatie                   | Coördinaten?                  | Nr.?   | Afbeelding                                   |
| --- | ------------------------- | -------- | ---------------- | ------------------------- | ----------------------------- | ------ | -------------------------------------------- |
| Sint-Willibrorduskerk: bakstenen kerkhofmuur                                                              | Erfscheiding              | 1836     |                  | Sint Wilbertsplein bij 12 | 51° 30' 16" NB, 5° 44' 30" OL | 515582 | Sint-Willibrorduskerk: bakstenen kerkhofmuur |
| Sint-Willibrorduskerk: gietijzeren beelden van Maria, Johannes en de gekruisigde Christus, op het kerkhof | Kerk en kerkonderdeel     | 1854     |                  | Sint Wilbertsplein bij 12 | 51° 30' 16" NB, 5° 44' 29" OL | 518087 | Meer afbeeldingen                            |
| Sint-Willibrorduskerk: St. Willibrordusbeeld op het kerkhof                                               | Gedenkteken               | 1862     |                  | Sint Wilbertsplein bij 12 | 51° 30' 16" NB, 5° 44' 30" OL | 518088 | Meer afbeeldingen                            |
| Voormalige lagere school gebouwd in de stijl van de Amsterdamse school                                    | Onderwijs en wetenschap   | 1920     | Lambert de Vries | Dorpsstraat 25            | 51° 30' 16" NB, 5° 44' 32" OL | 518091 | Meer afbeeldingen                            |
| Parochiehuis                                                                                              | Vergadering en vereniging | 1934     | Lambert de Vries | Gemertseweg 2             | 51° 30' 17" NB, 5° 44' 26" OL | 518093 | Meer afbeeldingen                            |
| Sint-Willibrorduskerk                                                                                     | Kerk en kerkonderdeel     | 16e eeuw |                  | Sint Wilbertsplein 12     | 51° 30' 16" NB, 5° 44' 29" OL | 8592   | Meer afbeeldingen                            |
| R.K. Pastorie                                                                                             | Kerkelijke dienstwoning   | 1818     |                  | Dorpsstraat 1             | 51° 30' 14" NB, 5° 44' 24" OL | 8593   | Meer afbeeldingen                            |
| Willibrordus                                                                                              | Industrie- en poldermolen | 1586     |                  | Achter de molen 1         | 51° 30' 13" NB, 5° 44' 9" OL  | 8594   | Meer afbeeldingen                            |